# Élections législatives tibétaines de 2006
Les Élections législatives tibétaines de 2006 se sont tenues en 2006 grâce aux travaux d'une Commission électorale tibétaine, permettant aux Tibétains en exil d'élire 43 députés membres du Parlement tibétain en exil.

## Liste des parlementaires de la14eAssemblée tibétaine
| Nombre (et position) | Membre                                 | Corps électoral ou tradition |
| -------------------- | -------------------------------------- | ---------------------------- |
| 1 Président          | Karma Chophel                          | Ü-Tsang                      |
| 2 Vice-Présidente    | Dolma Gyari                            | Kham (Do-toe)                |
| 3                    | Sonam Tenphel                          | Tradition Nyingmapa          |
| 4                    | Bhutuk Gyari                           | ""                           |
| 5                    | Karma Sherab Tharchin                  | Tradition Kagyupa            |
| 6                    | Sonam Damdul                           | ""                           |
| 7                    | Pema Jungney                           | Tradition Sakyapa            |
| 8                    | Ghasi Geshe Tseringpo                  | "                            |
| 9                    | Geshe Thupten Phelgye                  | Tradition Gelugpa            |
| 10                   | Beri Jigme Wangyal                     | "                            |
| 11                   | Geshe Monlam Tharchin                  | Tradition Bönpo              |
| 12                   | Geshe Yungdung Gyaltsen                | "                            |
| 13                   | Tsetan Norbu                           | Ü-Tsang                      |
| 14                   | Dolma Tsering (Dolma Tsering Teykhang) | "                            |
| 15                   | Ngawang Lhamo                          | "                            |
| 16                   | Karma Yeshi                            | "                            |
| 17                   | Dawa Tsering                           | "                            |
| 18                   | Gyalnor Tsewang                        | "                            |
| 19                   | Acharya Yeshi Phuntsok                 | "                            |
| 20                   | Tsering Dolma                          | "                            |
| 21                   | Dawa Phunkyi                           | "                            |
| 22                   | Juchen Kunchok                         | Kham                         |
| 23                   | Serta Tsultrim                         | "                            |
| 24                   | Tulku Ugyen Topgyal                    | "                            |
| 25                   | Sonam Topgyal                          | "                            |
| 26                   | Dewatsang Dorjee Wangdue               | "                            |
| 27                   | Youdon Aukatsang                       | "                            |
| 28                   | Choekyong Wangchuk                     | "                            |
| 29                   | Kelsang Gyaltsen Bawa                  | "                            |
| 30                   | Tsultrim Tenzin                        | "                            |
| 31                   | Penpa Tsering                          | Amdo (Do-Mey)                |
| 32                   | Gyalrong Dawa Tsering                  | "                            |
| 33                   | Chabdak Lhamo Kyab                     | "                            |
| 34                   | Tenzin Khedup                          | "                            |
| 35                   | Tenzin Gonpo                           | "                            |
| 36                   | Kirti Dolkar Lhamo                     | "                            |
| 37                   | Phegye Dolma Tsomo                     | "                            |
| 38                   | Tsering Youdon                         | "                            |
| 39                   | Serta Tsultrim Woeser                  | "                            |
| 40                   | Yeshi Dolma Andrugtsang                | "                            |
| 41                   | Sonam Tsering Frasi                    | Europe                       |
| 42                   | Monkhar Sonam Phuntsok                 | "                            |
| 43                   | Tenzin Chonden                         | Amerique                     |